# سايدل (إلينوي)
سايدل (بالإنجليزية: Sidell)‏ هي منطقة سكنية تقع في الولايات المتحدة في مقاطعة فيرميليون، إلينوي. يقدر عدد سكانها بـ 626 نسمة وترتفع عن سطح البحر 208 متر.

## الموقع الجغرافي
الموقع الجغرافي للمناطق المحيطة بهذه النقطة هو كالتالي: